# Ștefan Pascu
Ștefan Pascu (n. 14 mai 1914, Apahida, Comitatul Cluj – d. 2 noiembrie 1998, Cluj-Napoca, Județul Cluj) a fost un istoric român, membru titular al Academiei Române, membru supleant al CC al PCR.

## Studii
- Facultatea de Litere și Filosofie a Universității din Cluj (1934-1938) cu mențiunea “Magna Cum Laude”
- Accademia di Romania din Roma (1939-1942)
- Laureat al Școlii de paleografie, diplomatică și arhivistică de la Vatican (1940-1942)
- Doctoratul în istorie și filosofie (1942)

## Funcții ocupate
- Profesor (1960), decan și rector (1968-1976) al Universității Babeș-Bolyai din Cluj
- Director al Institutului de Istorie din Cluj (1973-1990)
- Academician (1974)
- Președinte al Filialei Academiei Române din Cluj-Napoca (1980-1995)
- Președinte al secției de Știinte istorice a Academiei Române (1974-1990)
- Director al Bibliotecii Academiei din Cluj
- Președinte al Comisiei internațional de demografie istorică (1975-1985)
- Om de știință emerit (1970)

A fost specialist în istoria evului mediu și modern.
A avut o activitate științifică în domenii variate istoriografice, elaborând opere fundamentale cu privire la evul mediu românesc și la mișcarea pentru libertate și unitate națională.

## Colaborarea cu Securitatea
Potrivit Consiliului Național pentru Studierea Arhivelor Securității, Ștefan Pascu, sub numele conspirativ „Brândușa”, a fost folosit drept sursă în ceea ce privește activitatea istoricului Keith Hitchins. Pe aceeași linie, ce ținea de contraspionaj, informatorul „a fost folosit în scopul contactării diferitelor persoane străine ce au făcut parte din delegațiile unor state apusene venite cu diverse preocupări în țara noastră”.

## Publicații
Autor a numeroase cărți, studii, articole, comunicări, prelegeri, manuale privitoare la diverse aspecte ale istoriei medii și moderne a României: 
- Istoria Transilvaniei (1944)
- Petru Cercel și Țara Românească (1944)
- Răscoale țărănești în Transilvania (1947)
- Meșteșugurile din Transilvania până în sec.XVI (1954)
- Bobâlna (1957)
- Războiul țăranilor din 1784 sub conducerea lui Horea, Cloșca și Crișan (1957)
- Rolul cnezilor din Transilvania în lupta antiotomană a lui Iancu de Hunedoara (1957)
- Războiul țărănesc din anul 1514 de sub conducerea lui Gheorghe Doja (1959)
- Formarea Națiunii Române (1967)
- Pietre de temelie din trecut pentru vremurile de astăzi (1967)
- Marea Adunare de la Alba-Iulia (1968)
- Histoire de la Roumanie des origines a nos jours (1970 Lyon) - coautor
- Voievodatul Transilvaniei - 4 vol. (1971-1989)
- Avram Iancu. Erou și martir (1972)
- Mihai Viteazul. Unirea și centralizarea Țărilor Române (1973)
- Gândirea istorică în Academia Română 1866-1918 (1978)
- A History of Transylvania, Detroit, Wayne University State Press (1982)
- Ce este Transilvania? (1983)
- Făurirea statului național unitar român, vol 1-2 (1983-1984)
- Izvoarele răscoalei lui Horea, vol.1-4 (1982-1984)
- Revoluția lui Horea (1984)
- The making of the Romanian unitary national state (1988)
- Istoricul Academiei Române. 125 de ani de la înființare (1992).

Coautor al unor lucrări de sinteză: 
- Documente privind istoria României sec. XI-XIV, 6 vol. (1951-1955)
- Din Istoria Transilvaniei (1961)
- Istoria României. Compendiu (1969)
- Bibliografia istorică a României - 6 vol. (1979-1984)
- Populație și societate - 3 vol. (1972-1980)
- George Barit și contemporanii săi - 8 vol. (1973-1989)
- Documenta Romaniae Historica, vol. 10 (1351-1355) (1977)
- Istoria Clujului (1974)
- 1850. Clujul istorico-artistic (1974)
- Monumente istorice de artă religioasă din Arhiepiscopia Vadului, Feleacului și Clujului (1982)
- Atlas istoric (1971)
- Atlas pentru istoria României (1983)
- Istoria gândirii și creației științifice românești (1982)

A acordat atenție editării unor volume de corespondență: Timotei Cipariu “Corespondența primită” și unor ediții critice: Alexandru Papiu- Ilarian “Istoria românilor din Dacia Superioară”, George Barit “Părți alese din istoria Transilvaniei”.

## Recunoaștere internațională

### Membru
- Academia Portugheză de Științe Istorice (1978)
- Membru Honoris Causa al Academiei Internaționale de arte moderne din Roma (1989)
- Academia Internațională Mediceea din Florența (1989)

### Membru de onoare
- Universitatea din Strasbourg (Franța)
- Universitatea Columbus (Ohio, SUA)
- Wayne University din Detroit (Michigan, SUA)

## Premii și distincții primite
- Premiul I al Ministerului Instrucțiunii Publice (1947)
- Premiul Academiei Române (1947)
- Premiul Nicolae Bălcescu al Academiei Române (1956)
- Ordinul „Meritul Științific” clasa a II-a (26 septembrie 1966) „pentru merite deosebite în activitatea științifică, cu prilejul Centenarului Academiei Republicii Socialiste România”[5]
- titlul de Om de știință emerit al Republicii Socialiste România (26 iunie 1969) „în semn de prețuire a personalului didactic pentru activitatea meritorie în domeniul instruirii și educării elevilor și studenților și a contribuției aduse la dezvoltarea învățămîntului și culturii din patria noastră”[6]
- Ordinul „Steaua Republicii Socialiste România” clasa a III-a (4 mai 1971) „cu prilejul aniversării a 50 de ani de la constituirea Partidului Comunist Român, [...] pentru merite deosebite în opera de construire a socialismului”[7]
- Profesor emerit (1970)
- Ordinul „Meritul Științific” clasa I (21 august 1979) „pentru contribuția deosebită adusă la înfăptuirea politicii Partidului Comunist Român de făurire a societății socialiste multilateral dezvoltate în patria noastră, cu prilejul celei de-a 35-a aniversări a revoluției de eliberare socială și națională, antifascistă și antiimperialistă”[8]